# التصنيف التجاري للمواد الكيميائية

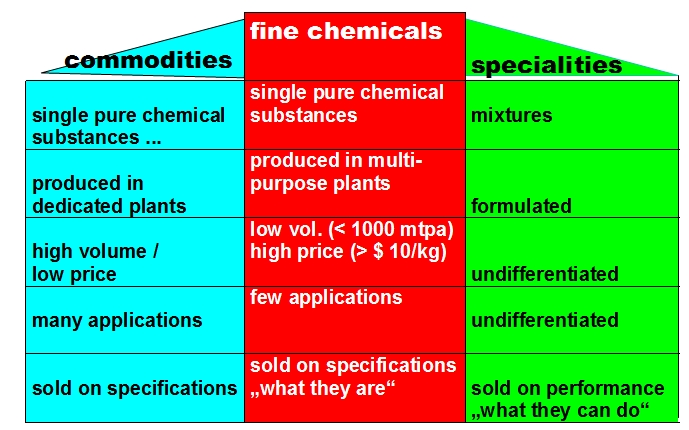
التصنيف التجاري للمواد الكيميائية.

وفقاً للتصنيف التجاري للمواد الكيميائية، يمكن تقسيم المواد الكيميائية التي تنتجها الصناعة الكيميائية أساسًا إلى ثلاث فئات عريضة:
- المواد الكيميائية السلعية: هي المواد الكيميائية التي يتم إنتاجها بكميات كبيرة ويمكن بشكل عام تتبع تطبيقاتها إلى تركيبها الكيميائي؛ لهذا السبب، هناك سلعتان ينتجان من قبل موردين مختلفين ولكن مع نفس التركيب الكيميائي والنقاء تكاد تكون متطابقة ويمكن تبديلها بسهولة؛ يتم إنتاجها عن طريق مصنع مستمر وبوجه عام تكلفتها منخفضة نسبيًا؛ ومن الأمثلة على هذه السلع الكيميائية الأمونيا وأكسيد الإيثيلين؛[1]
- المواد الكيميائية المتخصصة: تتكون من خليط من مواد كيميائية مختلفة، تم تصميمها وإنتاجها من أجل تطبيقها على تطبيق معين؛ صياغة التخصصات هي نتيجة الأبحاث العلمية التي تم إجراؤها من قبل الشركة المنتجة، لذا فإن كل تركيبة وخصائص مرتبطة بها فريدة من نوعها ولهذا السبب في معظم الحالات لا يمكن بسهولة تبادل تخصصين مختلفين ينتجهما موردان مختلفان؛ أمثلة لتطبيقات المواد الكيميائية المتخصصة هي صناعة الأدوية والزراعة؛ يتم إنتاجها عن طريق مصنع الخلطة وبوجه عام تكون تكلفتها أعلى إذا ما قورنت بالمواد الكيميائية السلعية؛[1]
- المواد الكيميائية الدقيقة: هي مواد كيميائية تتميز بتركيبها الكيميائي، ولكن على عكس المواد الكيميائية السلعية، يتم إنتاجها بكميات صغيرة؛ يمكن استخدام المواد الكيميائية الدقيقة كمكونات في صياغة المواد الكيميائية المتخصصة؛ على سبيل المثال المكونات النشطة للعقاقير الصيدلانية هي مواد كيميائية دقيقة، ولكن الدواء الصيدلاني هو مادة كيميائية متخصصة؛ أمثلة على تطبيقات المواد الكيميائية الدقيقة هي: صناعة الأدوية والزراعة والمواد الكيميائية للتصوير الفوتوغرافي والمواد الكيميائية الإلكترونية؛ يتم إنتاجها عن طريق مصنع الخلطة وتكلفتها مرتفعة نسبيًا بشكل عام.[2]

## مصفوفة كلاين

مصفوفة كلاين.

تم تقديم مصفوفة كلاين لأول مرة في عام 1970 من قبل تشارلز هوارد كلاين. يعتبر تصنيف أكثر تفصيلاً من التصنيف السابق، والذي يميز السلع الكيميائية إلى فئتين فرعيتين، تسمى على التوالي «السلع الحقيقية» و «السلع الزائفة». بشكل عام، يرتبط تصنيف منتجات الصناعة الكيميائية بواسطة مصفوفة كلاين بالإنتاج العالمي للمواد الكيميائية (يُقاس على سبيل المثال بالأطنان/السنة) وقيمتها المضافة.
وفقاً لهذا التصنيف، يتم تقسيم منتجات الصناعة الكيميائية إلى أربع فئات:
- السلعة الحقيقية: إنتاج مرتفع وقيمة مضافة عالية.
- مادة كيميائية دقيقة: إنتاج منخفض وقيمة مضافة عالية.
- سلعة زائفة (أو سلعة تحمل علامة تجارية): إنتاج مرتفع وقيمة مضافة منخفضة.
- تخصص كيميائي: إنتاج منخفض وقيمة مضافة منخفضة.

## المواد الكيميائية الأساسية
مفهوم المواد الكيميائية الأساسية قريب جدًا من السلع الكيميائية. في الواقع، المواد الكيميائية الأساسية هي مواد كيميائية تستخدم كمواد أولية لإنتاج مجموعة متنوعة من المواد الكيميائية الأخرى؛ لهذا السبب فهي في السلع العامة، لأنها مطلوبة بشدة. بعض الأمثلة على المواد الكيميائية الأساسية هي: الإيثيلين والبنزين والكلور وحمض الكبريتيك.

## المواد الكيميائية ذات حجم الإنتاج المرتفع
المواد الكيميائية ذات حجم الإنتاج المرتفع هي تصنيف تجاري آخر للمواد الكيميائية القريبة جدًا من السلع الكيميائية. تستخدم هذه الفئات في الولايات المتحدة وتشمل جميع المواد الكيميائية التي تنتجها أو تستوردها الولايات المتحدة بكمية تزيد عن مليون رطل.
من المفترض أن عدد المنتجات الكيماوية التي يتم تسويقها هو حوالي 70000 ونحو 5٪ منها عبارة عن مواد كيميائية عالية الإنتاج.